# Polgári Párt (Dél-Korea, 2020–2022)
Polgári Párt (hangul: 국민의당, Kukminidang, handzsa: 國民의黨, RR: Gukmin-uidang) egy centrista politikai párt volt Dél-Koreában, az Igaz Jövő Párt megszűnésekor, 2020. február 23-án alapította An Csholszu (Ahn Cheol-soo), aki az azonos nevű, 2016 és 2018 között létezett politikai párt alapítója is volt. 2022-ben megszűnt, miután beolvadt a Polgári Erő Pártja nevű politikai pártba.